# Ånäset
Ånäset is een plaats in de gemeente Robertsfors in het landschap Västerbotten en de provincie Västerbottens län in Zweden. De plaats heeft 622 inwoners (2005) en een oppervlakte van 112 hectare.
De plaats ligt aan de Europese weg 4 ongeveer 13 kilometer van de plaats Robertsfors. Door de plaats stromen de rivieren Kalabodaån en Flarkån. Deze rivieren komen vlak buiten de plaats samen en stromen onder de naam Hertsångersälven naar de Botnische Golf.
In de plaats staat een zuivelfabriek waar de kaas Västerbottenost wordt geproduceerd. In de plaats is de grootste kaasschaaf van de wereld te vinden, deze kaasschaaf is ontworpen door Jörgen Holmström.